# Kościół św. Marii Magdaleny w Krzydłowicach
Kościół świętej Marii Magdaleny – rzymskokatolicki kościół filialny należący do parafii św. Urszuli w Gwizdanowie (dekanat Polkowice diecezji legnickiej).

## Historia
Świątynia była wzmiankowana w 1336 roku, wybudowana została w średniowieczu, przebudowana i rozbudowana została o wieżę w 1772 roku.

## Architektura
Budowla jest orientowana, jednonawowa, posiadająca kwadratową wieżę od strony zachodniej, charakteryzująca się wklęsłymi bokami o ściętych narożnikach, w górnej partii przechodząca w ośmiokąt zwieńczony łamanym dachem hełmowym. Przy kościele znajduje się mauzoleum rodziny Stoschów. Świątynię nakrywa dach trójspadowy, narożniki korpusu są oskarpowane, od strony południowej jest umieszczona kruchta, wnętrze nakryte jest płaskim sufitem, na zakończeniu nawy znajduje się drewniana empora muzyczna, okna kościoła są półkoliste. 

## Wyposażenie
We wnętrzu można zobaczyć m.in. rzeźbioną nadstawę ołtarzową, barokową ambonę, chrzcielnicę, prospekt organowy.